# San Bernardino National Forest
Der San Bernardino National Forest ist ein US-amerikanischer Nationalforst, der in den beiden Counties Riverside County und San Bernardino County im Süden Kaliforniens liegt. Er hat eine Gesamtfläche von über 3333 Quadratkilometern. Er besteht zum größten Teil aus zwei Gebirgsgruppen, den San Bernardino Mountains im Norden als südlichster Teil der Transverse-Ranges-Bergkette sowie den San Jacinto Mountains und den Santa Rosa Mountains im Süden als nördlichste Teile der Peninsular-Ranges-Bergkette. Die Höhe des Geländes schwankt zwischen 600 und 2500 Metern. Östlich grenzt das Sand to Snow National Monument an.
Neben einem Hauptquartier in San Bernardino gibt es Büros für einzelne Distrikte in Fontana, Idyllwild und Skyforest.

## Geographie
Nach Einschätzung der wissenschaftlichen Behörde United States Geological Survey wird der Nationalforst in zwei große Areale eingeteilt; das südliche sowie das nördliche Areal.
Am westlichen Ende des Nationalforsts schließt sich der Angeles National Forest an. Die westliche Grenze verläuft knapp 16 Kilometer von der Interstate 15 entfernt. Die größte Nord-West-Ausdehnung im nördlichen Teil beläuft sich auf etwa 90 Kilometer, die Nord-Süd-Ausdehnung dieses Teils ist etwa 40 Kilometer lang. In diesem Teil des Forstes befinden sich die San Bernardino Mountains. Das Gebiet dehnt sich westlich von Mount San Antonio sowie der Gemeinde Wrightwood aus. Im Süden grenzt der nördliche Teil an das Reservat der Cahuilla-Indianer nördlich der Ortschaft Cabazon.
Der etwa kleinere südliche Teil des Nationalforsts misst etwa 40 Kilometer in der Nord-Süd-Ausdehnung sowie 50 Kilometer in der Ost-West-Ausdehnung. Der 2657 Meter hohe Toro Peak sowie das Reservat der Santa Rosa-Kolonne der Cahuilla-Indianer befinden sich im Süden dieses Bereiches. Die Ortschaft Idyllwild-Pine Cove ist hier gelegen und vom Gebiet des Forstes umgeben.
In dem Nationalforst befinden sich darüber hinaus die Bonita Falls, ein Wasserfall, sowie eine Forschungsstation der University of California. Zudem verfügt der Forst über acht sogenannte Totalreservate, also Gebiete, die vor menschlichen Eingriffen geschützt und weitgehend der natürlichen Entwicklung überlassen werden. Sie sind Teil der staatlichen Naturschutzgebietsklasse Wilderness Area. Zwei dieser Totalreservate liegen zusätzlich im Gebiet des Angeles National Forest. Darüber hinaus befindet sich der Big Bear Lake im Nationalforst.

## Vegetation
Die Berglandschaften des Nationalforsts sind von vielen verschiedenen Baumarten durchzogen, vor allem aus der Klasse der Coniferopsida. So sind hier Gelb-Kiefern, Jeffrey-Kiefern, Zucker-Kiefern, Coulter-Kiefern, Küsten-Kiefern, Einblättrige Kiefern sowie Kiefern der Art Pinus attenuata vorzufinden. Auch die Kolorado-Tanne, die Weihrauchzedern oder der Westamerikanische Wacholder wachsen hier, ebenso wie die Eichenart Quercus chrysolepis, die Kalifornische Schwarzeiche oder der Nuttalls Blüten-Hartriegel.
Über 350 Quadratkilometer des Forstes gelten als Primärwald, also einer von Menschen bis heute (wahrscheinlich) unbeeinflussten Waldfläche.